# Rudy Colman
Rudy Colman (Gent, 15 januari 1956) is een Belgisch voormalig wielrenner. Hij was beroepsrenner tussen 1978 en 1984.

## Carrière
Colman nam tweemaal deel aan de Ronde van Frankrijk. In 1979 staakte hij de strijd. In 1981 werd hij 65e in het eindklassement. Als beroepsrenner behaalde hij tien overwinningen, waaronder de Omloop der drie Provinciën in 1979 en de Dr. Tistaertprijs te Zottegem in 1982.
Na zijn wielercarrière werd hij uitbater van de bekende Café - Feestzaal De Steenput in Balegem (Oosterzele), waarna hij jaarlijkse meerdere wielerwedstrijden voor jongeren organiseert.

## Erelijst
- 1976 * Amateur

1e in Omloop der Vlaamse Gewesten
3e in 1e etappe Circuit Franco-Belge te Wattrelos
3e in 3e etappe Circuit Franco-Belge te Péruwelz
- 1978 * Mini Flat - Boule d'Or

1e in Zwijnaarde
2e in Assenede
2e in Zwijndrecht
3e in Mechelen
3e in Zottegem - Dr Tistaertprijs
- 1979 * IJsboerke - Warncke

1e in Belsele - Puivelde
1e in Aartrijke
1e in Omloop der drie Provinciën
2e in Wielsbeke
2e in Izegem
3e in GP E5
3e in Zingem, Criterium
3e in Omloop Leiedal
- 1980 * IJsboerke - Warncke

1e in Bellegem
1e in Beveren-Waas
1e in Berner Rundfahrt (Zwitserland)
2e in Halse Pijl
2e in Houtem
3e in Herne
- 1981 * Wickes - Splendor - Europ-Decor

- 1982 * Wickes - Splendor

1e in Mellet
1e in Zottegem - Dr Tistaertprijs
- 1983 * individueel, De Freddy - De Bilde

1e in Harelbeke - Poperinge - Harelbeke
2e in Merelbeke
- 1984 * TeVe Blad - Perlav

## Resultaten in voornaamste wedstrijden
| Jaar | Milaan-San Remo | Gent-Wevelgem | Ronde van Vlaanderen | Amstel Gold Race | Luik-Bast.‑Luik | Brabantse Pijl |
| ---- | --------------- | ------------- | -------------------- | ---------------- | --------------- | -------------- |
| 1978 |                 |               |                      |                  | 29e             |                |
| 1979 |                 | 34e           |                      | 28e              |                 |                |
| 1981 | 42e             |               | 24e                  |                  |                 | 9e             |
| 1984 |                 | 76e           |                      | 21e              |                 |                |